# Belgutei
Belgutei ou Belgutai (Бэлгүдэй en mongol) est un prince mongol de la fin du XIIe siècle et du début du XIIIe siècle, demi-frère de Gengis Khan.

## Biographie
L'Histoire secrète des Mongols rapporte que Yesügei, chef du clan des Bordjiguines, a deux fils issus d'une autre femme que son épouse principale Hö'elün. Le texte ne donne pas le nom de cette femme qui s'appelait apparemment Sotchigel (en). Ses deux fils, Bekhter et Belgutei, sont les demi-frères aînés de Tèmudjin, le futur Gengis Khan.
À la mort de Yesügei, ses fils sont encore jeunes et pas en mesure de lui succéder. Parmi ses vassaux, les Tayitchi'out refusent de les suivre et les abandonnent à leur sort. Dans les années qui suivent, Hö'elün et les enfants de Yesügei survivent difficilement, seuls dans la steppe mongole. Une rivalité commence à naître entre Bekhter, qui est l'aîné des fils de Yesügei, et Tèmudjin, qui est l'aîné de ses enfants avec Hö'elün, et aboutit au meurtre du premier par le second. Avant de mourir, Bekhter demande à Tèmudjin d'épargner Belgutei.
Belgutei reste par la suite un compagnon fidèle de son demi-frère. Il accompagne Tèmudjin lorsqu'il se rend chez le chef onggirat Dei-setchen (en) pour revendiquer la main de sa fille Börte, à qui il avait été promis enfant, puis lorsqu'il sollicite la protection de Toghril, le khan des Kéraït.
Après son élévation au rang de khan, en 1196, Tèmudjin confie à Belgutei la charge des chevaux de son campement. Un jour, une rixe l'oppose à un certain Büri Böqö (« Buri le lutteur ») de la tribu des Jourkin, qui lui inflige un coup de sabre. Après avoir écrasé les Jourkin et intégré leurs gens à son peuple, Tèmudjin organise un grand banquet et ordonne à Büri Böqö et Belgutei de se battre à mains nues. Intimidé, le premier se laisse mettre à terre, sur quoi Belgutei, en accord avec son demi-frère, lui brise la colonne vertébrale.
Belgutei est nommé jarghuchi (« juge ») par Gengis Khan, qui lui accorde 1 500 guerriers lors du grand partage entre ses frères et ses fils qu'il organise probablement entre 1206 et 1211. Après la mort du khan, en 1227, Belgutei assiste au qouriltaï de 1228 qui entérine la succession de son fils Ögedeï. D'après l'historien persan Rashid al-Din, il participe à l'élection de Möngke en 1251 et meurt quatre ans plus tard à l'âge de 110 ans.

## Arbre généalogique
|  |  | Sotchigel (en) | Sotchigel (en) | Sotchigel (en) | Sotchigel (en) | Sotchigel (en) | Sotchigel (en) |  |  |          |          |          |          | Yesügei  | Yesügei  | Yesügei | Yesügei | Yesügei  | Yesügei  |          |          |          |          |  |  | Hö'elün | Hö'elün | Hö'elün | Hö'elün | Hö'elün | Hö'elün |  |  |            |            |            |            |            |            |  |  |        |        |        |        |        |        |  |  |         |         |         |         |         |         |  |  |
|  |  | Sotchigel (en) | Sotchigel (en) | Sotchigel (en) | Sotchigel (en) | Sotchigel (en) | Sotchigel (en) |  |  |          |          |          |          | Yesügei  | Yesügei  | Yesügei | Yesügei | Yesügei  | Yesügei  |          |          |          |          |  |  | Hö'elün | Hö'elün | Hö'elün | Hö'elün | Hö'elün | Hö'elün |  |  |            |            |            |            |            |            |  |  |        |        |        |        |        |        |  |  |         |         |         |         |         |         |  |  |
|  |  |                |                |                |                |                |                |  |  |          |          |          |          |          |          |         |         |          |          |          |          |          |          |  |  |         |         |         |         |         |         |  |  |            |            |            |            |            |            |  |  |        |        |        |        |        |        |  |  |         |         |         |         |         |         |  |  |
|  |  |                |                |                |                |                |                |  |  |          |          |          |          |          |          |         |         |          |          |          |          |          |          |  |  |         |         |         |         |         |         |  |  |            |            |            |            |            |            |  |  |        |        |        |        |        |        |  |  |         |         |         |         |         |         |  |  |
|  |  | Bekhter        | Bekhter        | Bekhter        | Bekhter        | Bekhter        | Bekhter        |  |  | Belgutei | Belgutei | Belgutei | Belgutei | Belgutei | Belgutei |         |         | Tèmudjin | Tèmudjin | Tèmudjin | Tèmudjin | Tèmudjin | Tèmudjin |  |  | Qasar   | Qasar   | Qasar   | Qasar   | Qasar   | Qasar   |  |  | Qatchi'oun | Qatchi'oun | Qatchi'oun | Qatchi'oun | Qatchi'oun | Qatchi'oun |  |  | Temüge | Temüge | Temüge | Temüge | Temüge | Temüge |  |  | Temülün | Temülün | Temülün | Temülün | Temülün | Temülün |  |  |